# Arguedas
Arguedas é um município da Espanha
na província e comunidade autónoma de Navarra. Tem 66,93 km² de área e em 2021 tinha 2 310 habitantes (densidade: 34,5 hab./km²).

## Demografia
| Variação demográfica do município entre 1991 e 2004 | Variação demográfica do município entre 1991 e 2004 | Variação demográfica do município entre 1991 e 2004 | Variação demográfica do município entre 1991 e 2004 |
| --------------------------------------------------- | --------------------------------------------------- | --------------------------------------------------- | --------------------------------------------------- |
| 1991                                                | 1996                                                | 2001                                                | 2004                                                |
| 2278                                                | 2221                                                | 2283                                                | 2362                                                |